# ليونارد باول بلير
ليونارد باول بلير (بالإنجليزية: Leonard Paul Blair)‏ هو كاهن كاثوليكي أمريكي، ولد في 12 أبريل 1949 في ديترويت في الولايات المتحدة.